# Brachiaria orthostachys
Brachiaria orthostachys är en gräsart som först beskrevs av Carl Christian Mez, och fick sitt nu gällande namn av Clayton. Brachiaria orthostachys ingår i släktet Brachiaria och familjen gräs. Inga underarter finns listade i Catalogue of Life.